# حسین نعمتی
حسین نعمتی (زاده ۱۳۴۹ همدان) سیاستمدار و مدیر ارشد اجرایی ایرانی است ، که در حال حاضر پس از معاونت وزیر ارتباطات و فناوری اطلاعات در امور پست و مدیرعامل شرکت ملی پست جمهوری اسلامی ایران  بعنوان مشاور وزیر ارتباطات فعالیت میکند .
وی دانش‌آموخته کارشناسی مدیریت اجرایی و کارشناسی ارشد در دانشگاه تهران است .
فعالیت شغلی حرفه‌ای خود را از سال ۱۳۸۱ بعنوان معاون اداره کل پست استان قزوین آغاز کرد و از ۱۳۸۴ تا ۱۳۸۸ مدیرکل حراست شرکت پست جمهوری اسلامی ایران بود. نعمتی از سال ۱۳۸۸ به عنوان عضو موظف هیئت مدیره شرکت پست مشغول فعالیت است، همچنین در فاصله سالهای ۱۳۹۰ تا ۱۳۹۳ نیز سرپرستی سازمان پست دولتی وزارت ارتباطات و فناوری اطلاعات را برعهده داشت.
وی در سال ۱۳۹۶ با حکم وزیر ارتباطات و فناوری اطلاعات به سمت معاون وزیر  و مدیرعامل و رییس هیئت مدیره شرکت ملی پست شد .
نعمتی در سال ۱۳۹۹ با حکم وزیر ارتباطات ، به عنوان مشاور وزیر ارتباطات و فناوری اطلاعات در امور استان‌ها منصوب شد . 
نامبرده  در سال ۱۴۰۱ با حکم عیسی زارع پور وزیر ارتباطات و فناوری اطلاعات به عنوان عضو حقیقی کمیسیون تنظیم مقررات ارتباطات  معرفی شد .
همچنین  در ۱۱ مرداد سال ۱۴۰۱ با حکم عیسی زارع پور وزیر ارتباطات و فناوری اطلاعات به عنوان مدیر عامل و عضو هیئت مدیره موسسه فرهنگی ورزشی و رفاهی پیام منصوب شد .